# Turniej Sylwestrowy 2021/2022
Turniej Sylwestrowy 2021/2022 – pierwsza edycja sylwestrowo-noworocznego konkursu w skokach narciarskich kobiet. Zaliczany do Pucharu Świata kobiet w skokach narciarskich 2021/2022.

## Opis
W sezonie 2021/2022 konkursy inauguracyjnej edycji Turnieju Sylwestrowego odbywały się w dniach 31 grudnia 2021-1 stycznia 2022 na skoczni Logarska dolina w miejscowości Ljubno ob Savinji w Słowenii. Analogicznie jak w Turnieju Czterech Skoczni mężczyzn, rywalizacja odbywała się systemem KO; 50 zawodniczek zostało podzielonych na 25 par. Do drugiej serii zmagań konkursowych przechodziło 25 zwyciężczyń par, plus pięć zawodniczek, tzw. szczęśliwych przegranych.

## Skocznia
| Nazwa skoczni | Nazwa skoczni   | Miejscowość | K   | HS   | Rekord skoczni | Rekord skoczni         | Rekord skoczni |
| ------------- | --------------- | ----------- | --- | ---- | -------------- | ---------------------- | -------------- |
|               | Logarska dolina | Ljubno      | K85 | HS94 | 96,5 m         | Daniela Iraschko-Stolz | 12.02.2017     |

## Wyniki
W poszczególnych konkursach uwzględniono pierwszą dziesiątkę zawodniczek.
31 grudnia 2021:
| Poz. | Zawodniczka            | Skok 1 | Nota 1 | Skok 2 | Nota 2 | Nota łączna |
| ---- | ---------------------- | ------ | ------ | ------ | ------ | ----------- |
| 1    | Nika Križnar           | 91,5 m | 131,7  | 94,5 m | 132,0  | 263,7       |
| 2    | Marita Kramer          | 94 m   | 134,7  | 89 m   | 125,2  | 259,9       |
| 3    | Ema Klinec             | 91 m   | 130,4  | 91 m   | 126,8  | 257,2       |
| 4    | Urša Bogataj           | 84,5 m | 121,6  | 91,5 m | 128,0  | 249,6       |
| 5    | Katharina Schmid       | 91 m   | 127,5  | 84,5 m | 118,7  | 246,2       |
| 5    | Sara Takanashi         | 92 m   | 124,8  | 87 m   | 121,4  | 246,2       |
| 7    | Daniela Iraschko-Stolz | 87 m   | 119,8  | 89 m   | 123,8  | 243,6       |
| 8    | Lisa Eder              | 85,5 m | 119,4  | 90 m   | 119,7  | 239,1       |
| 9    | Eva Pinkelnig          | 87 m   | 120,1  | 85 m   | 117,6  | 237,7       |
| 10   | Thea Minyan Bjørseth   | 86 m   | 117,4  | 85 m   | 118,0  | 235,4       |

1 stycznia 2022:
| Poz. | Zawodniczka            | Skok 1 | Nota 1 | Skok 2 | Nota 2 | Nota łączna |
| ---- | ---------------------- | ------ | ------ | ------ | ------ | ----------- |
| 1    | Sara Takanashi         | 95 m   | 134,4  | 89 m   | 132,4  | 266,8       |
| 2    | Urša Bogataj           | 93,5 m | 131,4  | 88 m   | 130,4  | 261,8       |
| 3    | Marita Kramer          | 91,5 m | 128,5  | 89,5 m | 131,0  | 259,5       |
| 4    | Ema Klinec             | 86 m   | 119,5  | 94,5 m | 132,3  | 251,8       |
| 5    | Nika Križnar           | 87,5 m | 122,5  | 91,5 m | 129,0  | 251,5       |
| 6    | Daniela Iraschko-Stolz | 84,5 m | 118,0  | 92 m   | 127,6  | 245,6       |
| 7    | Nika Prevc             | 86,5 m | 121,3  | 84 m   | 122,4  | 243,7       |
| 8    | Katharina Schmid       | 86 m   | 120,4  | 86 m   | 121,6  | 242,0       |
| 9    | Yūka Setō              | 88 m   | 119,9  | 86 m   | 120,9  | 240,5       |
| 10   | Eva Pinkelnig          | 87 m   | 119,1  | 87 m   | 116,8  | 235,9       |

## Podium klasyfikacji generalnej Turnieju Sylwestrowego 2021/2022
| 1. miejsce    | 2. miejsce   | 3. miejsce     |
| ------------- | ------------ | -------------- |
| Marita Kramer | Nika Križnar | Sara Takanashi |